# Константин Чешмеджиев
Константин Чешмеджиев (на македонска литературна норма: Константин Чешмеџиев) е северномакедонски футболист, който играе на поста централен защитник. Състезател на Влазния.

## Кариера
На 1 юли 2021 г. Чешмеджиев става част от отбора на Шкупи. Дебютира на 8 август при равенството 0:0 като гост на Брегалница.

### Славия
На 20 юни 2022 г. Константин подписва със Славия. Прави дебюта си на 11 юли при победата с 0:1 като гост на Спартак (Варна).

### Септември София
На 1 януари 2023 г. северномакедонецът става част от отбора на софийския Септември. Записва своя дебют за тима на 12 февруари при загубата с 0:1 като домакин на Арда.

## Национална кариера
На 5 септември 2017 г. Чешмеджиев дебютира в официален мач за националния отбор на Северна Македония до 21 г. при победата с 0:3 като гост на националния отбор на Армения до 21 г. в мач от квалификациите за Европейско първенство по футбол за младежи през 2019 г. 

## Успехи
Шкендия
- Първа македонска футболна лига (1): 2018/19

 Шкупи
- Първа македонска футболна лига (1): 2021/22